# Italia ai campionati del mondo di atletica leggera 1995
La squadra italiana ai campionati del mondo di atletica leggera 1995, disputati a Göteborg dal 5 al 13 agosto, è stata composta da 49 atleti (30 uomini e 19 donne).

## Uomini
| Specialità          | Atleta                                                        | Turno            | Risultato | Prestazione | Note  |
| ------------------- | ------------------------------------------------------------- | ---------------- | --------- | ----------- | ----- |
| 400 m               | Andrea Nuti                                                   | Batteria         | Q         | 46"25       |       |
| 400 m               | Andrea Nuti                                                   | Quarti di finale | Eliminato | 45"89       |       |
| 800 m               | Andrea Giocondi                                               | Batteria         | q         | 1'46"44     |       |
| 800 m               | Andrea Giocondi                                               | Semifinale       | Q         | 1'49"45     |       |
| 800 m               | Andrea Giocondi                                               | Finale           | 7º        | 1'47"78     |       |
| 800 m               | Davide Cadoni                                                 | Batteria         | Q         | 1'48"25     |       |
| 800 m               | Davide Cadoni                                                 | Semifinale       | Eliminato | 1'53"67     |       |
| 800 m               | Giuseppe D'Urso                                               | Batteria         | Eliminato | 1'47"43     |       |
| 5 000 m             | Gennaro Di Napoli                                             | Batteria         | Q         | 13'23"87    |       |
| 5 000 m             | Gennaro Di Napoli                                             | Finale           | 11º       | 13'46"51    |       |
| 10 000 m            | Stefano Baldini                                               | Batteria         | Q         | 27'50"27    |       |
| 10 000 m            | Stefano Baldini                                               | Finale           | 18º       | 28'08"39    |       |
| 400 m ostacoli      | Fabrizio Mori                                                 | Batteria         | Q         | 49"37       |       |
| 400 m ostacoli      | Fabrizio Mori                                                 | Semifinale       | dq        |             | [ 1 ] |
| 400 m ostacoli      | Laurent Ottoz                                                 | Batteria         | Q         | 48"90       |       |
| 400 m ostacoli      | Laurent Ottoz                                                 | Semifinale       | Eliminato | 48"94       |       |
| 400 m ostacoli      | Patrick Ottoz                                                 | Batteria         | Eliminato | 49"65       |       |
| 3 000 m siepi       | Angelo Carosi                                                 | Batteria         | Q         | 8'23"93     |       |
| 3 000 m siepi       | Angelo Carosi                                                 | Semifinale       | Q         | 8'19"73     |       |
| 3 000 m siepi       | Angelo Carosi                                                 | Finale           | 5º        | 8'14"85     |       |
| 3 000 m siepi       | Alessandro Lambruschini                                       | Batteria         | Q         | 8'29"36     |       |
| 3 000 m siepi       | Alessandro Lambruschini                                       | Semifinale       | Q         | 8'27"75     |       |
| 3 000 m siepi       | Alessandro Lambruschini                                       | Finale           | 10º       | 8'22"64     |       |
| Maratona            | Luca Barzaghi                                                 | Finale           | 33º       | 2h23'51"    |       |
| Maratona            | Luigi Di Lello                                                | Finale           | dnf       |             |       |
| Marcia 20 km        | Michele Didoni                                                | Finale           | Oro       | 1h19'59"    |       |
| Marcia 20 km        | Enrico Lang                                                   | Finale           | 15º       | 1h24'43"    |       |
| Marcia 20 km        | Giovanni De Benedictis                                        | Finale           | dq        |             | [ 2 ] |
| Marcia 50 km        | Giovanni Perricelli                                           | Finale           | Argento   | 3h45'11"    |       |
| Marcia 50 km        | Arturo Di Mezza                                               | Finale           | 7º        | 3h49'46"    |       |
| Marcia 50 km        | Giovanni De Benedictis                                        | Finale           | dq        |             | [ 2 ] |
| Salto in lungo      | Roberto Coltri                                                | Qualifica        | Eliminato | 7,65 m      |       |
| Getto del peso      | Paolo Dal Soglio                                              | Qualifica        | q         | 19,47 m     |       |
| Getto del peso      | Paolo Dal Soglio                                              | Finale           | 9º        | 19,38 m     |       |
| Getto del peso      | Alessandro Andrei                                             | Qualifica        | Eliminato | 18,74 m     |       |
| Getto del peso      | Corrado Fantini                                               | Qualifica        | Eliminato | 17,89 m     |       |
| Lancio del disco    | Diego Fortuna                                                 | Qualifica        | Eliminato | 58,74 m     |       |
| Lancio del martello | Enrico Sgrulletti                                             | Qualifica        | Eliminato | 72,60 m     |       |
| Staffetta 4×100 m   | Giovanni Puggioni Ezio Madonia Angelo Cipolloni Sandro Floris | Batteria         | Q         | 39"00       |       |
| Staffetta 4×100 m   | Giovanni Puggioni Ezio Madonia Angelo Cipolloni Sandro Floris | Semifinale       | Q         | 38"41       |       |
| Staffetta 4×100 m   | Giovanni Puggioni Ezio Madonia Angelo Cipolloni Sandro Floris | Finale           | Bronzo    | 39"07       |       |
| Staffetta 4×400 m   | Marco Vaccari Laurent Ottoz Alessandro Aimar Andrea Nuti      | Semifinale       | Eliminata | 3'02"01     | [ 3 ] |

## Donne
| Specialità        | Atleta                                                            | Turno      | Risultato | Prestazione | Note  |
| ----------------- | ----------------------------------------------------------------- | ---------- | --------- | ----------- | ----- |
| 5 000 m           | Silvia Sommaggio                                                  | Batteria   | Eliminata | 15'20"89    |       |
| 10 000 m          | Maria Guida                                                       | Batteria   | Q         | 32'34"28    |       |
| 10 000 m          | Maria Guida                                                       | Finale     | 4ª        | 31'27"82    |       |
| 100 m oastacoli   | Carla Tuzzi                                                       | Batteria   | Eliminata | 13"32       |       |
| Maratona          | Ornella Ferrara                                                   | Finale     | Bronzo    | 2h30'11"    |       |
| Marcia 10 km      | Elisabetta Perrone                                                | Finale     | Argento   | 42'16"      |       |
| Marcia 10 km      | Rossella Giordano                                                 | Finale     | 6ª        | 42'26"      |       |
| Marcia 10 km      | Annarita Sidoti                                                   | Finale     | 13ª       | 44'06"      |       |
| Salto in lungo    | Fiona May                                                         | Qualifica  | Q         | 6,76 m      |       |
| Salto in lungo    | Fiona May                                                         | Finale     | Oro       | 6,98 m      |       |
| Salto in lungo    | Valentina Uccheddu                                                | Qualifica  | q         | 6,53 m      |       |
| Salto in lungo    | Valentina Uccheddu                                                | Finale     | 5ª        | 6,76 m      |       |
| Salto triplo      | Barbara Lah                                                       | Qualifica  | Q         | 14,17 m     |       |
| Salto triplo      | Barbara Lah                                                       | Finale     | 8ª        | 14,18 m     |       |
| Getto del peso    | Mara Rosolen                                                      | Qualifica  | Eliminata | 16,90 m     |       |
| Eptathlon         | Karin Periginelli                                                 |            | 20ª       | 5613 p.     |       |
| Staffetta 4×100 m | Carla Tuzzi Rossella Farina Laura Ardissone Manuela Levorato      | Semifinale | dnf       |             |       |
| Staffetta 4×400 m | Francesca Carbone Patrizia Spuri Danielle Perpoli Virna De Angeli | Semifinale | Eliminata | 3'30"88     | [ 4 ] |